# BMW V
Il BMW V era un motore aeronautico a V dodici cilindri realizzato dalla tedesca BMW Flugmotorenbau GmbH negli anni venti.
Sostanzialmente ricavato dall'unione di due motori BMW III in linea collegati da un unico albero motore, il BMW V restò in produzione dal 1926 al 1928 e venne realizzato su licenza anche in Giappone.

## Versioni
V
versione a 4 valvole per cilindro
Va
versione a 2 valvole per cilindro, cilindrata 22,9 L

## Velivoli utilizzatori
Germania
- Albatros L 73
- Albatros L 75
- Albatros L 81 Electra
- Heinkel HD 42a